# Lanthöjden

Lanthöjden är Göta kanals näst högsta punkt, 91,5 meter över havsytan.. Den högsta punkten är sjön Viken . Vid Lanthöjden restes på 1820-talet en obelisk på den konstgjorda ö som uppstod då kanalen samma år rätades ut. Platsen är belägen vid Påvelstorp i Töreboda kommun, knappt 5 km nordväst om kanalens möte med sjön Viken. En minnessten restes 1933 till minne av de arbeten som utfördes 1930-1933 för att skapa en ny kanalsträckning vid Lanthöjden. 